# بيدرو أميريكو
بيدرو أميريكو (بالبرتغالية: Pedro Américo de Figueiredo e Melo‏) هو رسام وروائي وشاعر وسياسي برازيلي، ولد في 29 أبريل 1843 في البرازيل، وتوفي في 7 أكتوبر 1905 في فلورنسا في إيطاليا. انتخب عضو مجلس النواب البرازيلي ‏ عن دائرة Paraíba ‏ (15 نوفمبر 1890 – ).